# Beatrixkanal

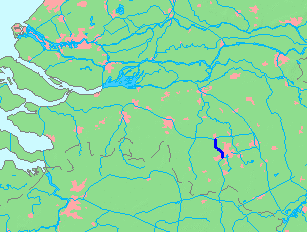
Verlauf des Beatrixkanals

Der Beatrixkanal ist ein Seitenkanal in der niederländischen Provinz Noord-Brabant. Er verbindet den Wilhelminakanal mit dem Industrie- und Gewerbegebiet De Hurk im Süden der Stadt Eindhoven. Der Beatrixkanal hat eine Länge von 8,4 km und kann von Schiffen mit einer Länge von bis zu 63 m, einer Breite bis zu 7,20 m und Tiefgang bis zu 1,90 m befahren werden.
Die ersten Arbeiten zum Bau des Beatrixkanals begannen am 15. Juli 1930. Der größte Teil des Kanals war 1933 fertiggestellt, dann wurden die Arbeiten jedoch aus Geldmangel unterbrochen. Im Zuge von Arbeitsbeschaffungsmaßnahmen kamen 1937 finanzielle Mittel frei, so dass der Kanal doch noch vollendet werden konnte. Ursprünglich sollte die Eröffnung durch Prinz Bernhard im Frühjahr 1940 stattfinden. Nachdem diese verschoben worden war, wurde eine Eröffnung nach dem Einfall der deutschen Wehrmacht am 11. Mai 1940 und der Sprengung von vier Brücken zunächst unmöglich gemacht. Nach den notwendigen Aufräumungsarbeiten wurde der Kanal Anfang August 1940 ohne großes Zeremoniell in Betrieb genommen. 
Während der alliierten Operation Market Garden im September 1944 wurden die Brücken über den Beatrixkanal durch deutsche Truppen gesprengt, und zusätzlich noch einige Schiffe im Kanal versenkt. Der Wilhelminakanal, und damit auch der Beatrixkanal, entleerten sich. Erst 1946 konnte der Kanal wieder dem Schiffsverkehr übergeben werden.